# Acanthistius
Acanthistius là một chi cá biển thuộc phân họ Anthiadinae nằm trong họ Cá mú. Một số tác giả đặt chi này vào incertae sedis (vị trí không chắc chắn), do không chắc nó có thuộc về họ Cá mú hay không.

## Các loài
Hiện có 11 loài được ghi nhận trong chi này là:
- Acanthistius brasilianus (Cuvier, 1828)
- Acanthistius cinctus (Günther, 1859)
- Acanthistius fuscus Regan, 1913
- Acanthistius joanae Heemstra, 2010
- Acanthistius ocellatus (Günther, 1859)
- Acanthistius pardalotus Hutchins, 1981
- Acanthistius patachonicus (Jenyns, 1840)
- Acanthistius paxtoni (Hutchins & Kuiter, 1982)
- Acanthistius pictus (Tschudi, 1846)
- Acanthistius sebastoides (Castelnau, 1861)
- Acanthistius serratus (Cuvier, 1828)